# San Isidro (San Ramón)
San Isidro è un distretto della Costa Rica facente parte del cantone di San Ramón, nella provincia di Alajuela.